# Idaea contiguaria
Idaea contiguaria är en fjärilsart som beskrevs av Jacob Hübner 1798. Idaea contiguaria ingår i släktet Idaea och familjen mätare. Inga underarter finns listade i Catalogue of Life.

## Bildgalleri

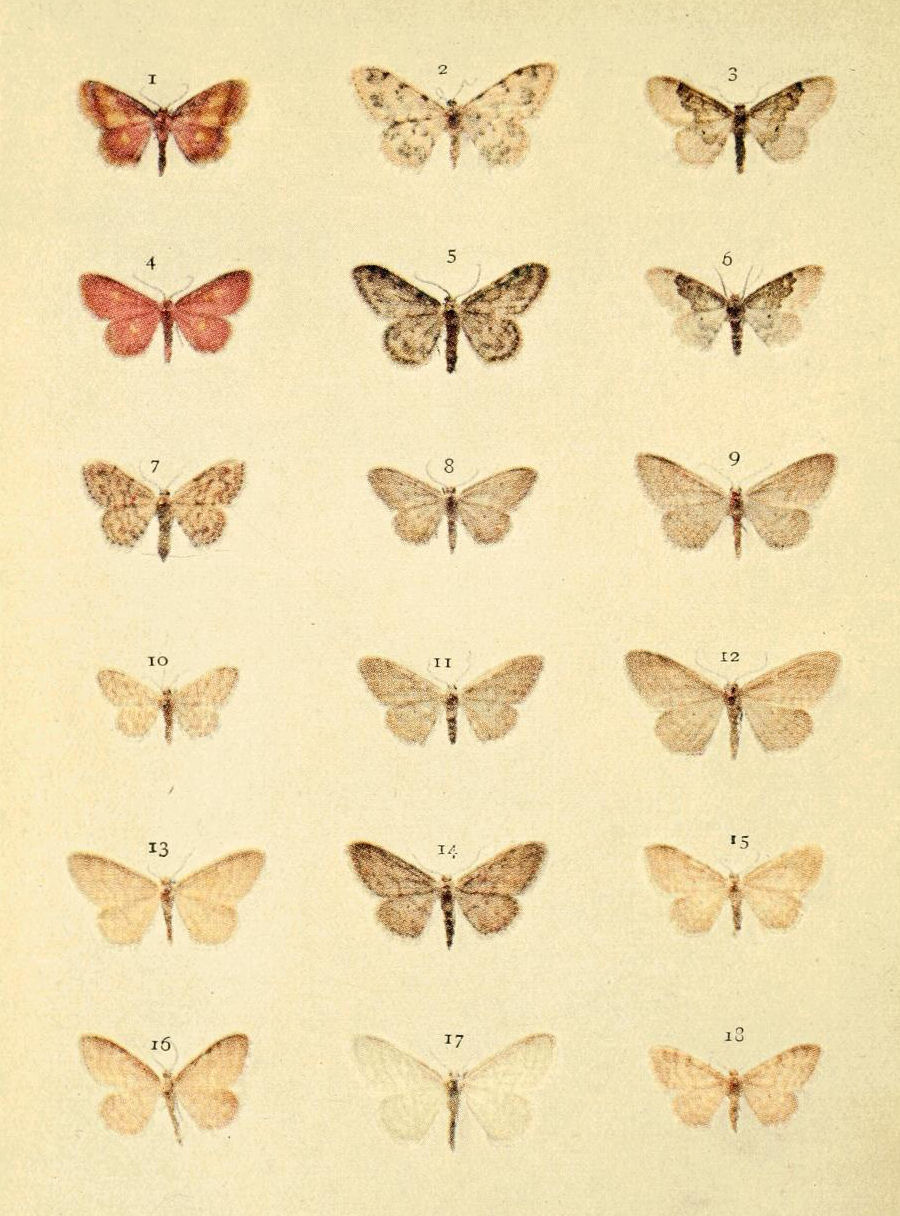